# Dolophilodes bilobatus
Dolophilodes bilobatus är en nattsländeart som beskrevs av Schmid 1965. Dolophilodes bilobatus ingår i släktet Dolophilodes och familjen stengömmenattsländor. Inga underarter finns listade i Catalogue of Life.